# Jean Van Ens
Jean Van Ens, né Jan van Ens à Amsterdam à une date inconnue et décédé le 7 septembre 1652 à Arles, fut un ingénieur hollandais, entrepreneur du dessèchement des marais d'Arles.

## Biographie
Il est le fils de Gaspard Van Ens et de Marie de Gênes. Il épouse en 1645 la marquise d'Antonelle de Montmeillan dont il a deux fils, Louis et François, et une fille, Madeleine.
Sa famille est connue pour avoir fait des travaux d'assèchements des marais dans le Beauvaisis et le Poitou. Son oncle Albert Van Ems avait continué les opérations de dessèchements des marais à Sacy-le-Grand. Après la mort de son oncle avec lequel il avait travaillé, il devient seigneur de Fontaine-le-Comte et de Fontaine-Perreuse.
Il occupe d'abord les fonctions d'intendant de la maison du roi et contrôleur de son argenterie. Au printemps 1642 lors d'un séjour du roi Louis XIII dans le Languedoc qu'il accompagne, il est consulté par Jean d'Antonelle (un pareat de la femme de Jean Van Ens) qui est un des intendants des vidanges du marais et a dû être envoyé par eux et les consuls d'Arles. Une convention est signée par Jean Van Ens, les consuls de la ville d'Arles et les intendants des vidanges le 16 juillet 1642. Dans cette convention Van Ens promet de dessécher les paluds, marais et terres inondées «à ses dépens, périls et fortunes». Les autres parties lui garantissent qu'il sera libre de faire tous les travaux qu'il juge nécessaires, où bon lui semblera. La convention précise que les travaux de dessèchement des paluds devront durer quatre ans à partir de la Sain-Michel, et six années pour les lacs et étangs. La convention prévoit de prolonger ces délais en cas d'accidents climatiques. Van Ens devra aussi en assurer l'entretien contre une pension annuelle de 4 000 livres payable par les intendants des vidanges chaque année. Tous les ouvrages qui existaient avant les travaux lui sont remis. Il est prévu qu'après la fin des dessèchements, Van Ens deviendrait propriétaire des deux tiers des paluds, marais et terres inondées, sachant que le propriétaire initial recevrait le tiers le plus haut, Van Ens ayant le plus bas. Cette répartition est plus avantageuse de celle qui avait été prévue dans la convention de 1619, qui donnait un partage égal. En août 1642, à la convention pour le dessèchement des marais d'Arles s'ajoute celle des paluds de Barbegal. Toutefois, des difficultés avec le nouveau seigneur des Baux, Grimaldi de Monaco, conteste le partage des terres sur les paluds des Baux. Jean Van Ens arrête alors les travaux sur les paluds des Baux.
De nombreuses contestations et procédures au parlement d'Aix vont résulter de l'application de cette convention par rapport à celles signées antérieurement, en particulier celle de 1619. Elles aboutiront à un compromis signé en 1653.
Les lettres-patentes de Louis XIII ratifient les accords le 28 août 1642. Les droits de Van Ens reçoivent une confirmation en Conseil privé du roi le 14 septembre 1643. Cependant Van Ens oublie de faire enregistrent ces documents par le parlement d'Aix et la Cour des Aides. Ce n'est finalement qu'en juin 1646, après intervention de Louis XIV, que tous les actes sont enregistrés. Les travaux sont alors presque terminés.
Ces travaux ont été financés par Barthélemy Hervart et son frère Jean Henry avec Jean Hoeufft.
Plusieurs tentatives de dessèchement des marais avaient été faites depuis le XIIe siècle. Les dernières avaient été proposées entre autres par Adam de Craponne, mais sans succès.
Rapidement Jean Van Ens comprend qu'il a deux problèmes à résoudre :
- évacuer des eaux hautes venant du bassin, situé à l'amont de la chapelle Saint-Gabriel, entourant Tarascon
- évacuer les eaux basses des marais d'Arles et des Baux.

Le bassin autour de Tarascon a une superficie d'environ 25 000 hectares dont 17 000 hectares inondables. Les marais d'Arles ont une superficie de 4 000 hectares, ceux des Baux qui se déversent dans les marais d'Arles par le goulet de Barbegal, 3 000 hectares, ceux situés à l'aval d'Arles ont une superficie inférieure à ceux d'Arles.
Pour évacuer les eaux basses des marais, il faut éviter que ceux-ci se remplissent des eaux hautes à chaque crue. Aussi il entreprend la construction des deux canaux :
- le canal du Vigueirat pour contenir les eaux du Rhône venant de la plaine entourant Tarascon et les envoyer directement à la mer en le plaçant le plus haut possible et en l'endiguant dans le territoire d'Arles,
- le canal de la Vidange pour envoyer les eaux des marais dans l'étang du Galéjon.

La crue du Rhône de 1646 a détruit une grande partie des travaux déjà réalisés. De plus pour accélérer la baisse des eaux autour de leur ville, les habitants de Tarascon ouvrent la digue et martellière Saunié ce qui entraîne l'envahissement des eaux du bassin autour de Tarascon dans les marais d'Arles en cours de dessèchement. Les habitants accompagnés par les consuls de Tarascon recommencent en 1647 malgré l'interdiction qui leur avait été faite par la reine mère Marie de Médicis. Pour assurer le contrôle des eaux venant du bassin de Tarascon, la société de dessèchement des marais d'Arles et des Baux fait construire un fort appelé fort d'Hervart pour surveiller la digue et la martellière. Une transasction est passée en 1647 entre les consuls de Tarascon et Van Ens précisant les obligations de chaque partie.
Devant rétablir les lieux en leur état initial, Jean Van Ens accumule les dettes.
Il meurt le 7 septembre 1652, à la suite d'une chute de cheval. À sa mort, bien que protestant, Van Ens le Citoyen d'Arles a droit aux cloches de la cité. Il est inhumé dans la campagne arlésienne, à environ un kilomètre à l'ouest du village de Fontvieille.